# アブダル・マリック
アブダル・マリック（Abd al Malik、出生名Régis Fayette-Mikano、1975年3月14日フランス・パリ14区生まれ）はコンゴ系フランス人のラッパー、スラマー、作曲家、作家である。

## 経歴
アブダル・マリックはコンゴの高官を父としてパリで生まれた。1977年から1981年にかけて家族とともにブラザヴィルで生活し、フランスへ帰国した後はストラスブールのノイホフ（fr:Neuhof）地区の低家賃住宅（HLM）に住んだ。両親が離婚した後、母親が一人で兄弟姉妹6人の生活を支えるようになり、このころにはスリや麻薬売買などの非行に手を染めている。ストラスブールのコレージュ・サンタンヌ、リセ・ノートルダム・デ・ミヌール、そしてストラスブール大学に進学し、大学では哲学と古典文学を専攻した。またこのころ長兄ビラルと従兄弟アイサとともに自身がリーダーを務めるラップグループN.A.P.（fr:NAP (New African Poets)を結成している。
芸名としているアブダル・マリックという名は出生名に由来するもの（下の名Régisはラテン語で「王」、アラビア語ではMalikとなる）である。現在歌手ワラン（fr:Wallen）と結婚し、一児の父となっている。

## 音楽活動
自らが改宗したイスラム教のスーフィズムから多くのインスピレーションを得ている。アブダル・マリックはキリスト教徒として生まれたが、少年期にイスラム教へ改宗し、スーフィズムに開眼した。これは彼にとって人生の指針ともいえる重要な世界観となっている。それ以来のアブダル・マリックの活動は平和と「共生」のための闘いといってもよい。1999年には正式にモロッコの精神的指導者であるSidi Hamza al Qâdiri Boutchichiの弟子となっている。
現在アブダル・マリックの活動は基本的にソロであり、そのスタイルはラップ、ジャズ、スラムなどと他のフランス音楽（たとえばCes gens-làで使っているジャック・ブレルなど）の援用を組合せたユニークかつシリアスなものである。曲では内容・情感ともに強烈な言葉が朗読、あるいは歌われ、これをさらに盛り上げるように音楽が絡み合う。セカンドアルバム『ジブラルタル』では、創作の主眼としたのは「ラップという概念を正面から脱構築しつつ、なおかつヒップホップであり続けること」であったと述べている。彼はイスラム文化に身をおくのと同様に、スラム（詩）においては、存在する自己ではなく、自らが表現する自分という立場に身をおいていることを強く意識している。これは聴衆のリアクションや他人の意見を非常に気にかけているからである。彼自身の来歴にも通ずる「僕には再構築するために解体することが必要だった。けれども、愛情を欠き、他者の受容を無視しては何もいいものは生まれてこない」という言葉は、時に困難を伴ったその歩みを端的に表している。
2007年11月、N.A.P.、妻ワラン、ビラン（Bil'in）、アンショ（Hamcho）、マッテオ・ファルコーネ（Matteo Falkone）とともに、文盲改善への闘いを主眼としたグループ、ベニ・スナッセン（Beni Snassen）というプロジェクトを開始した。2008年、このプロジェクトから『憂鬱と理想』Spleen et Idéalというアルバムが発表されている。
2008年1月、MIDEMの際に文化相クリスティーヌ・アルバネルより芸術文化勲章シュヴァリエを授与されている。
2008年5月、モービーのアルバム『ラスト・ナイト』Last Nightの中で曲『アリス』Aliceのフランス語ヴァージョンLa même nuitに参加している。

## フランスラップの「公認の顔」
和を重視する思想は左右の両陣営から「利用」されやすく、2008年9月のル・モンド・ディプロマティークではジャック・ドゥニが次のような論を述べている。曰く、「アブダル・マリックの詩句は極めて予想しやすいものであり、これは郊外に吹き荒れる暴動を静めることはできないだろう」、そして「彼は、姿を現し始めたマイノリティの耳に優しい側面でしかない」。明示されてはいないが、これはアブダル・マリックを「フランスラップの公認の顔」とし、これを音楽業界における「偽の暴動」と結び付けるものであったといわれる。

## 文筆活動
2004年に書籍『フランスにアラーの祝福を』Qu'Allah bénisse la France（Albin Michel刊）を著している。この中では主人公は自分の道行を語り、真摯なイスラム教を擁護し、寛容と和合への渇望を示す。処女作であったが高く評価され、ベルギーのローランス・トラン賞（fr:prix Laurence Trân）を受賞した。

## ディスコグラフィ

### ソロ・アルバム
- Le Face à face des cœurs - 2004年

1. Interview feat. fr:Pascale Clark
2. Ode à l'amour
3. Fleurs de lune feat. Aïssa & fr:Souad Massi
4. Lettre à mon père feat. Aïssa
5. Ce monde ma muse 1.0 feat. fr:Fabien Coste & Aïssa
6. Noir & blanc feat. fr:Marco Prince
7. Traces de lumière feat. Aïssa & fr:Fabien Coste
8. Pourquoi avoir peur ? feat. Aïssa & fr:Wallen
9. Vivre à deux
10. 3 roses jaunes (La vie au conditionnel) feat. fr:Wallen
11. Sur la place des grands hommes feat. fr:Matteo Falkone
12. Le Langage du cœur feat. fr:Mila Tosi
13. L'Envers & l'endroit feat. fr:Sulee B Wax & Aïssa
14. Ou vont les rêves ? feat. fr:Hamcho
15. Parfum de vie
16. Que dieu bénisse la France (Existentiel) (Bonus Track) feat. fr:Ariel Wizman

- Gibraltar - 2006年

1. Gibraltar
2. 12 septembre 2001
3. Soldat de plomb
4. Les Autres
5. La Gravité
6. Saigne
7. Mourir à 30 ans
8. Le Grand frère
9. Il se rêve debout
10. M'effacer
11. Rentrer chez moi
12. Céline
13. Je regarderai pour toi les étoiles
14. L'Alchimiste
15. Adam et Eve (Bonus Track) feat. fr:Wallen

- Dante - 2008年

1. Roméo et juliette feat. fr:Juliette Gréco
2. Gilles écoute un disque de rap et fond en larmes
3. Paris mais... feat. fr:Wallen
4. Circule petit, circule
5. Lorsqu'ils essayèrent
6. Césaire (brazzaville via oujda)
7. C'est du lourd !
8. Le marseillais
9. Le faqir
10. Conte alsacien
11. Raconte moi madagh feat. fr:Wallen
12. Hlm tango
13. Noces à grenelle

### NAPとのアルバム
- La Racaille Sort 1 Disque - 1996年

1. La Disponiblité (Intro)
2. Je Viens Des Quartiers feat. fr:Icham & Samir
3. Tueurs Nés
4. La Racaille Sort 1 Disque
5. Business
6. Whèch
7. Trop.....Vrai
8. Samedi-Minuit
9. Dimanche Matin (Interlude)
10. La Thune Ou L'Argent
11. Je Suis Fou & Dingue
12. Le Monde Est À Nous feat. fr:Don Lab
13. Rolex Du Rap
14. One 4 Da Madness feat. fr:Elije
15. Nous Allons Nous Battre
16. Freestyle
17. La Racaille Sort 1 Disque [Remix]
18. Whisky-Coca
19. La Mystique D'Abd Al Malik
20. Voyage Commercial (Bonus Track)

- La Fin du Monde - 1998年

1. Le Message (Intro)
2. La Fin Du Monde
3. Le Chant Des Signes feat. fr:Sté Strausz
4. Ita Est feat. fr:Lisa Doby
5. Si Loin Si Proche feat. fr:Wallen
6. Au Sommet De Paris feat. fr:Kohndo
7. Le Ghetto Pleure
8. La Ligne Du 14
9. 5 Ans De Répit feat. fr:Faf La Rage
10. L'Impasse
11. Sans Regret feat. fr:Rocca
12. Pas Même Un Sourire feat. fr:Shurik'N
13. Au Revoir À Jamais
14. Le Triangle Des Bermudes feat. Freeman
15. Propos Sur Le Pouvoir feat. fr:Radical Kicker & fr:Rockin' Squat
16. Jeux De Guerre
17. Les Maîtres Du Monde
18. Demain Fera Le Reste

- À L'Intérieur De Nous - 2000年

1. L'Ouverture
2. Survivre
3. La Crise
4. Espérance feat. fr:Wallen
5. Ghetto Gothique feat. fr:Mattéo Falcone, fr:Tissam & Warda
6. Être Et Avoir (Hun !!)
7. Trop Quartier
8. Grandir
9. Afrique Éternelle
10. On Est Les Meilleurs feat. fr:Don Silver, fr:Hamcho & fr:MC Jean Gab'1
11. Star Post Mortem feat. fr:Mustaaf & fr:Frédéric Musa
12. Le Monde Ne Suffit Pas
13. Ami D'Enfance feat. fr:Joce
14. Metropolis feat. fr:Wallen
15. À 16 Ans

## 受賞など
- 2004年 : 小説fr:Qu’Allah bénisse la Franceでベルギーのローランス・トラン賞（fr:Prix Laurence Trân）
- 2006年 : アルバムGibraltarでコンスタンタン賞（fr:Prix Constantin）・アカデミー・シャルル＝クロ賞（fr:Académie Charles-Cros）
- 2007年 : ウロプ2（フランスのラジオ局、fr:Europe 2）のヒップホップ・トロフィー2006年最高スラマー
- 2007年 : アルバムGibraltarでヴィクトワール・ド・ラ・ムジーク賞（fr:Victoires de la musique）アーバン・ミュージック部門
- 2007年 : アルバムGibraltarでSacem主宰のラウル・ブルトン賞（fr:Prix Raoul Breton）
- 2007年 : アルバムGibraltarでセゼール・ド・ラ・ムジーク賞（fr:césaires de la musique）最高アルバム部門（fr:Trophée meilleur album）
- 2008年 : 文化相クリスティーヌ・アルバネルより芸術文化勲章シュヴァリエ

## その他の参考情報
- "L'évolution de l'image d'Abd al Malik dans les médias" par fr:Éric Macé.